# Yves Mankel
Yves Mankel, né le 12 novembre 1970 à Gotha, est un lugeur allemand. Avec son coéquipier Thomas Rudolph, il a été actif dans la première moitié des années 1990. Il est médaillé d'argent en double aux Jeux olympiques d'hiver de 1992 à Albertville.

## Palmarès
- Jeux olympiques
  -  Médaille d'argent en luge double aux Jeux olympiques d'hiver de 1992 à Albertville

- Championnats du monde de luge
  -  Médaille d'argent en luge double en 1991 à Winterberg

- Championnats d'Europe de luge
  -  Médaille d'or par équipes en 1992 à Winterberg
  -  Médaille d'argent par équipes en 1994 à Königssee
  -  Médaille de bronze en luge double en 1994 à Königssee

- Coupe du monde
- Meilleur classement général : 2e en 1991-1992 et 1995-1996